# Kampfschwimmer (Bundeswehr)

Militärisches Symbol der Kampfschwimmerkompanie

Die Kampfschwimmer der Deutschen Marine bilden die maritime Komponente der Spezialkräfte der Bundeswehr. Ihr Aufgabengebiet ist weit gefächert und umfasst vor allem Kommandoeinsätze im Zuge küstennaher Kriegführung. Das bedeutet, dass sie in allen Elementen eingesetzt werden: zur See, an Land und luftlandefähig aus der Luft, sowohl durch Anlandung mit Hubschraubern als auch im Freifallsprung. Damit stellen sie einen triphibischen Verband innerhalb der Bundeswehr dar.

## Geschichte
Bereits bei der Aufstellung der Bundesmarine 1956 wurde geplant, eine Kampfschwimmereinheit aufzustellen, um amphibische Landungsoperationen im Rücken angreifender Verbände des Ostblocks vorzubereiten. Am 1. August 1958 wurde mit der Aufstellung begonnen. Die ersten Angehörigen waren Soldaten, die im Zweiten Weltkrieg in den Kleinkampfverbänden und den Marine-Einsatzkommandos gedient hatten.
Zuständig für den Aufbau und erster Kommandeur war Korvettenkapitän Günter Heyden, ein ehemaliger Meereskämpfer der Kriegsmarine und hochdekorierter Chef der Einsatzgruppe Heyden.
Erster Ausbildungsleiter wurde 1958 Kapitänleutnant Herbert Völsch, der seit 1954 u. a. Gründungsvorstand und Ausbildungsverantwortlicher im Verband Deutscher Sporttaucher war. Darüber hinaus war Völsch zuvor Ausbildungsleiter für Kampfschwimmer der Kriegsmarine im italienischen Valdagno, ehemaliger Kommandeur des Lehrkommando 704 der Kleinkampfverbände der Kriegsmarine sowie späterer Kommandeur der Einsatzgruppe Völsch. Neben der eigenen Ausbildung in der Bundesmarine fand von Januar bis Juli 1959 eine Ausbildung bei den Nageurs de combat in Frankreich statt. Im August 1959 wurde der erste Kampfschwimmerzug dem Seebataillon in Sengwarden mit Standorten in Eckernförde und Borkum unterstellt.
Die Kampfschwimmer sollten sowohl im Wasser als auch an Land Aufgaben erfüllen, wie schon die deutschen Kampfschwimmer im Zweiten Weltkrieg. Neu war der Einsatz aus der Luft als Fallschirmspringer. Dieses triphibische Konzept der Franzosen wurde zur Grundlage der Kampfschwimmer der Deutschen Marine. Seit 1972 besteht ein Personalaustauschprogramm zwischen den Kampfschwimmern und den United States Navy SEALs, um Ausrüstung, Einsatzverfahren und Ausbildung weiterzuentwickeln.
Am 1. April 1964 wurden die Kampfschwimmer in einer selbstständigen Kompanie zusammengefasst, die der Amphibischen Gruppe unterstand. Die Kampfschwimmer sind seit 1974 im Marinestützpunkt Eckernförde bei Kiel stationiert. Im Oktober 1991 wurden sie der Flottille der Minenstreitkräfte unterstellt und in die Waffentauchergruppe eingegliedert. Infolge einer 2001 begonnenen Reorganisation der Marine unterstand die Kampfschwimmerkompanie seit Juli 2003 den Spezialisierten Einsatzkräften Marine (SEK M). Seit April 2014 bilden die Kampfschwimmer den Kern des Kommando Spezialkräfte der Marine (KSM).
Seit der Aufstellung des KSK im Jahr 1996 gibt es in der Bundeswehr weitere Kräfte, die mit den Kampfschwimmern bezüglich der Ausbildung und Ausrüstung vergleichbar sind. Beide Spezialeinheiten ergänzen sich und betreiben Personalaustausch, um gegenseitig Kompetenz und Erfahrung zu fördern.
Am 5. April 2023 wurde begonnen, das KSM massiv aufzustocken und somit die Einsatzbereitschaft des KSM zu erhöhen. Mit der neuen Struktur KSM2023+ einher geht nahezu eine Verdoppelung der Dienstposten des KSM auf 600 Stellen. Dies soll bis 2025 erreicht werden. Dabei wird aber nicht die Anzahl der Kampfschwimmer angehoben, sondern lediglich die der Unterstützungskräfte innerhalb des KSM, damit diese einen reibungsloseren Ablauf den Kampfschwimmern ermöglichen können.
Die Interessenvertretung der deutschen Kampfschwimmer der Bundeswehr (Aktive sowie Reservisten) und ihrer Angehörigen ist die „Kampfschwimmer Association e. V.“, in dem sie im Wesentlichen organisiert sind. Der Vorstand dieses gemeinnützigen Vereins besteht aus dem ehemaligen Kommandeur der Spezialisierten Einsatzkräfte Marine und heutigem Kontingentführer der Deutschen Kräfte des 25. Einsatzkontingentes der NATO-Unterstützungsmission in der Ägäis Kapitän zur See Thorsten Mathesius und dem derzeitigen Ausbildungsleiter der Kampfschwimmer Fregattenkapitän Ingo Mathe.

## Auftrag
Der Auftrag der Kampfschwimmer ist breit gefächert. So gehören Terrorismusbekämpfung und Geiselbefreiung dazu, aber auch die Aufklärung gegnerischer Häfen sowie Küstenanlagen. Weiterhin können eigene Schiffe oder Infrastrukturen durch die Kampfschwimmer geschützt werden. Evakuierungs-, Rettungs- und Bergungseinsätze können ebenfalls im Auftrag enthalten sein.

## Einsätze und Ausbildungsmissionen
Anders als bei den Kampfschwimmer-Einheiten anderer Länder sind wegen der Geheimhaltung bisher kaum Einsätze öffentlich geworden. Im Golfkrieg 1991 wurde die gesamte Kompanie im Rahmen der Operation Südflanke im Persischen Golf für Sicherungsaufgaben an Bord deutscher Schiffe eingesetzt. Als Durchsuchungskommando waren die Einheit an der Embargo-Kontrolle gegen Restjugoslawien (offiziell Bundesrepublik Jugoslawien) in den Gewässern der Adria beteiligt (Operation Sharp Guard). Als weiters nahmen die Kampfschwimmer am Kosovo-Einsatz als Teil von KFOR teil. Der Spiegel berichtete, dass Kampfschwimmer verstärkt im Libanon-Einsatz als Teil der United Nations Interim Force in Lebanon verwendet worden seien. Nach verschiedenen Veröffentlichungen waren Kampfschwimmer gemeinsam mit Soldaten des KSK in Afghanistan nicht nur zum Schutz des deutschen ISAF-Kontingents im Einsatz, sondern wurden bereits 2005 zusammen mit dem KSK in Ostafghanistan eingesetzt. Im Rahmen des G8-Gipfels in Heiligendamm 2007 stellten Kampfschwimmer den Schutz deutscher und ausländischer Politiker gegen Angriffe von See her sicher. Anfang März 2012 wurde der Einsatz von Kampfschwimmern zur Pirateriebekämpfung im Zuge der Operation Atalanta durch das Bundesministerium der Verteidigung offiziell bekanntgegeben. Sie wurden vom Einsatzgruppenversorger Berlin aus eingesetzt mit dem Ziel, sich mit Unterwasser-Scootern unbemerkt Piratenmutterschiffen zu nähern und ihren Antrieb zu blockieren. Nicht als Kampfeinsätze definierte Ausbildungsmissionen und Übungen ist die Ausbildung von afrikanischen Soldaten und eigene Übung im Rahmen der „Mission Gazelle“ im Mai 2019 und Februar und März 2020 in der Region Tahoua im Niger. Nach dem Terrorangriff der Hamas auf Israel am 7. Oktober 2023 sind deutsche Kampfschwimmer gemeinsam mit weiteren Spezialkräften des KSK und der GSG9 nach Zypern verlegt worden, damit sie sich für mögliche Kommandoeinsätze zur Befreiung deutscher Geiseln bereithalten.

## Organisation und Führung
Die Kampfschwimmerkompanie verfügt nach Stärke- und Ausrüstungsnachweis über geschätzte drei Züge mit je 16 Mann, die als Kampfschwimmereinsatzteam (KSET) bezeichnet werden. Sie werden unterstützt durch eine zur Kampfschwimmerkompanie gehörende Einsatzgruppe See. Diese verfügt über bewaffnete Festrumpfschlauchboote und andere Fahrzeuge, um Kampfschwimmereinsatzteams an ihren Einsatzort zu transportieren.
Selbständige Einsätze der Kampfschwimmer wurden von 2005 bis 2012 vom Kommando Führung Operationen von Spezialkräften (KdoFOSK), von 2012 bis 2025 vom Einsatzführungskommando der Bundeswehr und seit 2025 vom Operativen Führungskommando der Bundeswehr geführt und sind geheim. Außerdem können Kampfschwimmer zur Unterstützung von Marineoperationen eingesetzt werden; sie werden in diesem Fall innerhalb dieser Organisation geführt.

## Personal
Die Laufbahn der Kampfschwimmer wird in der Marine als Verwendungsgruppe 3402 bezeichnet und gehört zusammen mit den Minentauchern zur Verwendungsreihe 34 Waffentaucher. In der Einsatzgruppe See dienen außerdem Soldaten des seemännischen und des technischen Dienstes mit besonderer Ausbildung für den gemeinsamen Einsatz mit den Kampfschwimmern einschließlich einer Fallschirmspringer- und einer Einzelkämpferausbildung.
Voraussetzung ist es, Deutscher im Sinne des Artikels 116 Grundgesetz zu sein; zudem bestehen folgende Bedingungen:
- mindestens 17, höchstens 29 Jahre alt[24][25]
- mindestens Realschulabschluss oder Hauptschulabschluss und eine abgeschlossene Berufsausbildung für die Laufbahn der Bootsleute[24][25]
- mindestens die Fachhochschulreife für die Laufbahn der Offiziere[24][25]
- Verpflichtung für 12 Jahre als Bootsmann und 13 Jahre als Offizier[24][25]
- erfüllter Basic Fitness Test[24][25]
- die Tauglichkeitsstufe T2
- eine beidseitige unkorrigierte Mindestsehschärfe von 0,5 (Korrekturen durch Laserverfahren möglich)

## Ausbildung
Ende 2005 wurde die Ausbildung der Kampfschwimmerschüler als Reaktion auf die Einsatzrealität angepasst. Die 15 Monate andauernde Ausbildung wurde auf 36 Monate erweitert und in zwei Hörsäle unterteilt.
Die dreijährige Ausbildung gliedert sich in Potentialfeststellungsverfahren PFV1 und PVF2, einen Fachlehrgang Basisausbildung, einen Fachlehrgang weiterführende Ausbildung sowie zusätzliche ergänzende Lehrgänge nach Bedarf. Nach Abschluss der beiden Fachlehrgänge erfolgt die Verwendung in der Kampfschwimmerkompanie. Das PFV Teil 1 ist ein sportlicher Einstellungstest, auf den nach dessen Bestehen das PFV Teil 2, ein fünfwöchiger Auswahllehrgang, folgt. Der Kampfschwimmeranwärter nimmt erst nach Bestehen des PFV2 am Fachlehrgang 1 (Basisausbildung) teil. Der Fachlehrgang 1 (Basisausbildung) ist ein Trainings- und Auswahlverfahren und umfasst innerhalb 12 Monaten, nach den bereits bestandenen PFV1 und PFV2, das PFV3 in der Schwimmhalle sowie weiteren Ausbildungen, die den Grundstein für zukünftige Kampfschwimmer legt. Der Fachlehrgang 2 (weiterführende Ausbildung) wird in 24 Monaten an verschiedenen Ausbildungseinrichtungen der Bundeswehr durchgeführt und dient, falls noch nicht erledigt, der Absolvierung des Unteroffizierslehrgangs in Plön und zur Qualifizierung zum Bootsmann. Darüber hinaus vermittelt diese weiterführende Ausbildung spezielle Fähigkeiten, die für spätere Einsätze benötigt werden.

### Fachlehrgang 1 (Basisausbildung)

#### Kampfschwimmervorausbildung (PFV3 Hallenausbildung)
Die Hallenausbildung dauert fünf Wochen und soll die angehenden Kampfschwimmer an ihre sowohl psychischen als auch physischen Grenzen bringen und bereitet sie gleichzeitig auf das spätere Training in offenen Gewässern vor. Das Programm umfasst zunächst neben täglichem Schwimmen, Grundlagen des Freitauchens sowie des Tauchens mit Schutzbrille, Schnorchel und Flossen, taktisches Verhalten unter Wasser, Ausdauerläufe, Mutproben, Langstreckenschwimmen, Zeit- und Streckentauchen in Apnoetauchtechnik sowie 50er Serien von Liegestützen, Sit-Ups und Kniebeugen. Darauf folgt die Ausbildung im taktischen Tauchen mit dem geschlossenen Rebreather-Systemen, Nachttauchen und nächtliche Alarmübungen sowie Tauchen unter taktischen Bedingungen, Notaufstieg und Notfallprozeduren, Sprünge und das Verlassen von U-Booten über geflutete Torpedorohre. Die angehenden Kampfschwimmer erhalten zudem eine erweiterte Einsatzersthelfer-Ausbildung. Die Hallenphase stellt die mental extremste Phase in der Basisausbildung dar. Trainings wie das Auftauchen aus gefluteten Torpedoröhren und das Überleben im Wasser mit gefesselten Armen und Beinen, sind hierbei hervorzuheben.

#### Kraftbootführerschein
Mehrwöchige Ausbildung zur Erlangung des Kraftbootführerscheins sowie zum sicheren Führen der im KSM genutzten militärischen Wasserfahrzeuge.

#### Sprenghelferlehrgang
Die angehenden Kampfschwimmer werden von Minentauchern des Seebataillons im Umgang und Einsatz von Zündern und Sprengstoffen an Land und im Wasser geschult.

#### Freiwasserausbildung
Im Anschluss an die Hallenausbildung erfolgt eine 12-wöchige Freiwasserphase, die in der Ostsee stattfindet. Auf dem Programm stehen primär das Tauchen und Langstreckenschwimmen, welches aufgrund der Wetterlage und aufgewühlten See deutlich anspruchsvoller ist, als das Tauchen in der Halle. Am Ende der Ausbildung sind die Schüler in der Lage, eine kleine Boje – wenige Zentimeter Durchmesser – auf große Distanz und ohne aufzutauchen, zu treffen; drei Kilometer Tauchstrecke sind dabei keine Seltenheit. Ebenfalls werden in diesem Zeitraum Nachttauchgänge, Nachtalarme, Distanzschwimmen und der berüchtigte Freitagslauf absolviert. Am Ende des Ausbildungsabschnittes stehen der 30 km-Abschlusslauf und das 30 km-Abschlussschwimmen.

#### Basisschießausbildung
Anschließend an die Freiwasserausbildung beginnt die sogenannte „grüne Phase“, bei der durch Schießausbilder des KSM Basisfähigkeiten im Umgang mit den Gewehren G36k und G95KA1 sowie den Pistolen HK P30 und P9 perfektioniert werden. Der Lehrgang endet mit einem verpflichtend zu bestehenden Schießtest.

#### Taktisches Training
In der 12 Wochen dauernden Taktikausbildung werden die Grundlagen der Kriegsführung an Land gelegt. Taktisches Verhalten im Gelände, militärischer Nahkampf, taktische Annäherung und erzwungenes Entern von Wasserfahrzeugen steht dabei im Vordergrund. Die angehenden Kampfschwimmer leben ständig in einer Lage, was bedeutet, dass sie häufig in fiktive Szenarien wie Beobachtungsaufträge und Kampfhandlungen versetzt werden. Dies erhöht den Stress für die Gruppe. Es werden neben Gewässerüberquerungen und Orientierungsmärschen auch Gepäckläufe auf Zeit durchgeführt. Auch Elemente wie das Seekajakfahren werden gelehrt. Der Ausbildungsabschnitt endet mit einer zehntägigen Abschlussübung.

### Fachlehrgang 2 (weiterführende Ausbildung)

#### Unteroffizierslehrgang
Soldaten ohne Unteroffizierslehrgang bekommen diese etwa dreimonatige Ausbildung an der Marineunteroffizierschule in Plön.

#### Führerscheine
Wo noch nicht vorhanden und notwendig werden die zivilen Fahrerlaubnisklassen A, B und C geschult und geprüft sowie der Dienstführerschein der Bundeswehr erworben.

#### Einzelkämpferlehrgang
Die Soldaten absolvieren den vierwöchigen Einzelkämpferlehrgang Teil I an der Infanterieschule in Hammelburg, der sie als Versprengter, insbesondere hinter feindlichen Linien, mittels Orientierung sowie Flucht und Ausweichen, der Durchquerung schwieriger Gelände sowie der Vorbereitung der Bergung durch eigene Kräfte zum Überleben und Durchschlagen befähigt.

#### Fallschirmsprungausbildung
Die Fallschirmsprungausbildung im automatischen Fallschirmsprung erfolgt an der Luftlande- und Lufttransportschule in Altenstadt und dauert knapp vier Wochen. Nach Erreichen der Lehrgangsvoraussetzungen folgt später eine ebenfalls an der Luftlande- und Lufttransportschule stattfindende und vier Wochen dauernde Ausbildung zum Freifaller. In dieser Ausbildung werden Sprünge im HALO- sowie HAHO-Verfahren mit Ausrüstung und zusätzlichem Sprunggepäckbehälter sowie Nachtsprünge gelehrt.

#### Einsatzleiter Kampfschwimmer
Jeder Kampfschwimmer muss in der Lage sein, Einsätze kleineren Umfangs zu leiten. Die achtwöchige Ausbildung, bei der verschiedene Annäherungs-, Such- und Aufklärungstechniken vermittelt werden, befähigt die Kampfschwimmer Tauch- und Aufklärungseinsätze zu leiten.

#### Sprengleiter Marine mit Taucheinsatz
Nach dem Sprenghelferlehrgang in der Basisschulung erhalten die Kampfschwimmer durch Minentaucher des Seebataillons eine darauf aufbauende dreiwöchige Ausbildung zum Sprengleiter.

#### Truppführer Kampfschwimmer
In 12 Wochen erhalten die Kampfschwimmer eine erweiterte Schieß-, Boarding- und Fahrausbildung an verschiedenen Landfahrzeugen. In der Schießausbildung werden Kenntnisse des reaktiven und selektiven Schießen gefestigt. Geübt wird instinktives, punktgenaues Schießen und Nicht-Schießen in Sekundenbruchteilen bei unübersichtlicher Lage und in beengtem Umfeld. Zusätzlich werden sie geschult in der Planung und Ausführung komplexer und kombinierter Einsatzszenarien.

#### Combat Medic
Nachdem die Kampfschwimmer in der Basisschulung bereits eine erweiterte Einsatzersthelfer-Ausbildung erhalten haben, werden sie im Ausbildungszentrum Spezielle Operationen in Pfullendorf zum Combat First Responder weitergebildet. Dies beinhaltet die 22-tägige Sanitätsausbildung für Spezialisierte Kräfte zur Verwundetenerstversorgung im Gefecht in der Qualifikationsebene II bzw. Combat First Responder B (CFR B).

#### Combat Survival Course
Den Kampfschwimmern werden Grundlagen des Überlebens hinter den feindlichen Linien, in Gefangenschaft und beim Widerstand gegen Verhöre vermittelt. Der vierwöchige Kurs im Ausbildungszentrum Spezielle Operationen in Pfullendorf besteht aus theoretischer und praktischer Ausbildung und endet mit einer dreiwöchigen Abschlussübung.

#### Luftlandeeinsatzverfahren
In einem zweiwöchigen Kurs wird in der Luftlande- und Lufttransportschule in Altenstadt der Zugang zu abgelegenen Einsatzorten, wie beispielsweise Orte ohne Zuwegung oder Schiffe, mittels Abseilen und Fast Roping aus Hubschraubern geschult.

#### Winterkampfschule
An der Gebirgs- und Winterkampfschule in Mittenwald erhalten die Kampfschwimmer eine zweiwöchige Ausbildung im Winterkampf und Kampf im Gebirge, im schwierigen Gelände und unter besonderen Umweltbedingungen.

#### Sprachen
Neben anderen fakultativen Sprachen, ist ein verpflichtender 12 Wochen dauernder Englischkurs zu absolvieren und mit einer Prüfung zu bestehen.

### Zusätzliche Ausbildungen
Neben den vorangegangenen allgemeinen Ausbildungen für alle Kampfschwimmer, die benötigt werden für eine Verwendung in der Kampfschwimmerkompanie, werden einzelne Soldaten nach Bedarf in folgenden weiteren Kursen weitergebildet:
- Vierwöchiger Absetzerlehrgang an der Luftlande-/Lufttransportschule Altenstadt
- Planungs- und Führungslehrgänge für Einsätze auf Gruppen-, Zug-, und Stabsebene am International Special Training Centre (ISTC) im Ausbildungszentrum Spezielle Operationen in Pfullendorf. In englischer Sprache mit internationalen Teilnehmern und bei Planung auf Stabsebene mit Abschlussprüfung.
- Ausbildung zum Rettungssanitäter und Notfallsanitäter in den Bundeswehrkrankenhäusern

## Ausrüstung
Während Kampfschwimmer küstennah, unentdeckt und in geringer Tiefe operieren, werden andere Waffentaucher auch auf offener See und zum Teil in größeren Tiefen eingesetzt. Das ausschließliche Tauchgerät der Kampfschwimmer ist deshalb ein Sauerstoff-Kreislaufgerät, ein sog. Rebreather, das die ausgeatmete Luft aufbereitet und nur geringste Gasmengen an die Umgebung abgibt, sodass der Kampfschwimmer nicht durch aufsteigende Blasen entdeckt werden kann. Entsprechend sind Kampfschwimmer in jeder Situation getarnt und verfügen über ein breites Spektrum an Waffen, z. B. die für den Unterwasserkampf entwickelte Pistole HK P11.
Zulieferer für Tauchausrüstung sind unter anderem:
Poseidon Military:
- Nasstauch- und Trockentauchanzug Modell Unisuit mit amagnetischem Reißverschluss (längere Tauchgänge, Extremtemperaturen, Minentaucher)
- Nasstauchanzüge ohne Reißverschluss, 5-teilig: Hose, Oberteil, Haube, Handschuhe, Füßlinge
- Tauchmaske Modell Technica
- Tauchflossen Modell Pro Fin
- Tarierjacket Modell  Luigi
- Tauchmesser
- Lungenautomat Modell Cyclone 5000
- Taucheruhren
- Tauchgerät Unidive Titan
- wasserdichte Transportbehälter
- Navigationsboards[28]

Beluga:
- Tauchanzüge mit amagnetischem Reißverschluss, Materialstärke 6,5 mm, 8-teilig: Oberteil, Latzhose, Haube, Unterzieh-„Shorty“, Unterziehhose, Handschuhe, Füßlinge, Transporttasche[29]

Barakuda:
- Tauchflossen Modell Gigant

Dräger:
- Kreislauftauchgerät LAR V und VI bzw. heutzutage LAR VII (amagnetisch), verwendbar mit Sauerstoff oder Mischgas bzw. Nitrox, mit NATO B-Gemisch (60 % Sauerstoff) bis zu einer Wassertiefe von 24 Metern[30]

IWC:
- Taucheruhren Modell Ocean 2000

Sinn:
- Taucheruhr EZM 2B (seit 2015)[31]

## Bekannte Kompaniechefs
- Stephan Plath (1998–2002)

## Ähnliche Einheiten in weiteren Streitkräften
- Deutschland – Waffentaucher, Amphibische Gruppe
- Frankreich – Commando Hubert
- Italien – COMSUBIN
- Israel – Schajetet 13
- Vereinigtes Königreich – Special Boat Service
- Vereinigte Staaten – US Navy SEALs, DEVGRU